# Вейцер, Израиль Яковлевич
Израиль Яковлевич Вейцер (1889—1938) — советский государственный деятель, муж режиссёра Наталии Сац.

## Биография
Родился в г. Друя Виленской губернии в семье бухгалтера. В 1906 году вступил в Бунд, в 1914 году присоединился к РСДРП. Вёл революционную работу в Двинске и Вильно.
В 1913 году окончил юридический факультет Казанского университета. В 1914—1917 годах работал бухгалтером в Симбирске и в Казанской губернии. В 1918 году поступил в финотдел Новозыбковского уезда Московского отделения Народного банка. В 1919 году был избран председателем Черниговского губернского совнархоза. В 1919—1921 гг. — председатель правления Вятского губернского союза потребительских обществ и председатель Вятского губисполкома.
В 1921 г. был уполномоченным ВЦИК по сбору продналога в Пензе. С 1922 года на руководящей работе в Туле: председатель губернского совнархоза (1922—1923), председатель губисполкома (1923—1924), ответственный секретарь губкома РКП(б). В 1924—1925 гг. Вейцер стал членом коллегии Наркомата внутренней торговли СССР, в 1925—1929 — членом коллегии Наркомата внутренней и внешней торговли СССР, а в 1927—1929 гг. — начальником хлебофуражного управления. В 1929—1930 гг. Вейцер стал наркомом торговли Украины, а в 1930—1934 гг. — заместителем наркома внешней торговли СССР и одновременно в 1932-34 торгпредом в Германии.
26 января—10 февраля 1934 года делегат XVII съезда ВКП(б) с совещательным голосом.
29 июля 1934 года назначен наркомом внутренней торговли СССР. 17 октября 1937 года снят с поста наркома, арестован 3 ноября по обвинению в контрреволюционной деятельности. 7 мая 1938 года приговорен ВКВС СССР к расстрелу и расстрелян. Реабилитирован в 1956 году. Место захоронения — Московская область, Коммунарка.
Был третьим мужем режиссера Наталии Сац (репрессирована как ЧСИР).